# Радоје Головић
Радоје Головић (Никшић, 1969) црногорски је и српски филозоф и универзитетски доцент од септембра 2009.

## Биографија
Рођен је 1969. године у Никшићу, где је завршио основну и средњу школу. 1989. године је уписао студије на Филозофском факултету у Никшићу, на Одсјеку за филозофију и социологију, где је дипломирао 1994. На Филозофском факултету Универзитета у Београду магистрирао је 1999. Радоје Головић је своју докторску дисертацију „Философија преображеног ероса и метафизика срца по Борису Петровичу Вишеславцеву“ одбранио на чувеном московском државном универзитету Михаила Ломоносова. Његова област истраживања је историја руске философије. Предаје филозофију на Филозофском факултету Универзитета Црне Горе.